# Protonesis delagorguei
Protonesis delagorguei är en insektsart som beskrevs av Maximilian Spinola 1850. Protonesis delagorguei ingår i släktet Protonesis och familjen dvärgstritar. Inga underarter finns listade i Catalogue of Life.